# سارة برني
كانت سارة هارييت برني (29 أغسطس 1772 - 8 فبراير 1844) روائية إنجليزية. وكانت ابنة عالم الموسيقى والملحن تشارلز برني والأخت غير الشقيقة للروائية وكاتبة اليوميات فرانسيس برني (مدام داربلي). حققت نجاحًا عرضيًا برواياتها.

## حياتها
ولدت سارة برني في لين ريجس، التي تُعرف اليوم باسم كينغز لين، وعُمدت هناك في 29 سبتمبر 1772. كانت والدتها، إليزابيث ألين، الزوجة الثانية لتشارلز برني، وشاب العلاقات داخل العائلة توتر في كثير من الأحيان. نشأت سارة في نورفولك في كنف أقارب والدتها حتى عام 1775، وذلك عندما انضمت إلى أسرة برني في لندن. وُصف اجتماع الشمل هذا في رسالة من فرانسيس برني إلى الكاتب المسرحي سامويل كريسب: «الآن بالنسبة للعائلة.... عادت سالي الصغيرة إلى المنزل، وهي أحد أكثر الأشياء الصغيرة براءة وبساطة وغرابة على الإطلاق، وهي في المجمل غاية في اللطافة والجاذبية». وفي 1781، أُرسلت مع شقيقها ريتشارد (1768-1808) إلى كورسييه سور فيفي، سويسرا، لإكمال تعليمها ولربما عادت في 1783. اكتسبت معرفة ممتازة باللغتين الفرنسية والإيطالية، وعملت مترجمة للنبلاء الفرنسيين اللاجئين في عدة مناسبات.
عندما أصبحت بالغة، تنقلت برني لرعاية والديها المسنين في تشيلسي (رعت والدتها حتى 1796، ووالدها من 1807 إلى 1814) وأمضت فترات تعمل مربية ومرافقة، لأنها لم تكن ثرية. لم تتكيف مع حياتها بوجود أب شرس الطبع وزادت عليها صعوبة بعد وفاة والدتها. أراد أخوها غير الشقيق الأميرال البحري جيمس برني (1750-1821)، بعد انفصاله عن زوجته، العودة للعيش مع والده وأخته، لكن والده منعه من ذلك. سادت بين العائلة حالة من الذعر عندما هربت سارة وجيمس معًا وأمضيا الفترة الممتدة بين عامي 1798 و1803 يعيشان في فقر مدقع في بريستول ثم لندن. بلغ الحال وصف علاقتهما بسفاح القربى. قوبل هذا الافتراض بالاعتراض تفصيليًا في رواية حديثة وأكثر دقة عن حياة برني وشخصيتها. تُظهر كشوف حسابات سارة المصرفية الباقية أن ثروتها الصغيرة قد استنفدت كثيرًا خلال تلك الفترة.
في 1807، عادت سارة برني مرة أخرى لرعاية تشارلز برني، لكن علاقتها بوالدها ظلت سيئة ولم ترث سوى القليل عندما توفي عام 1814، على الرغم من أنها عملت مدبرة لمنزله وكاتبة عنده. عاشت في إيطاليا من 1829 إلى 1833، في فلورنسا خصوصًا. يوجد وصف تقديري لها في مذكرات هنري كراب روبنسون، الذي قابلها في روما عام 1829. وتزامن وجودها في إيطاليا مع ابنة أختها والمفضلة لديها في تبادل الرسائل، شارلوت باريت (1786-1870)، التي كانت تعتني بابنتيها المصابتين بالسل. توفيت إحداهما، لكن الأخرى، جوليا مايتلاند، تعافت تمامًا فيما بعد. لم يتضح سبب برودة علاقة سارة برني بابنة أختها لبعض السنوات بعد تلك الفترة، ولكن ربما كان هناك شعور بأنها لم تقدم لعائلة باريت كل المساعدة العملية التي توقعوها منها في إيطاليا.
كانت الحياة في إيطاليا أقل تكلفة، لكن برني شعرت هناك بالوحدة كثيرًا. عادت في 1833 للاستقرار في باث. وعلى الرغم من المساعدة المالية التي تلقتها من فرانسيس برني، التي تركت لها أيضًا 1,000 جنيه إسترليني في وصيتها، إلا أنها كانت تعاني من نقص المال. دفعها هذا إلى مراجعة ونشر روايتين قصيرتين، بدأت بهما في وقت سابق. انتقلت سارة برني إلى شلتنهام في 1841، حيث توفيت بعد ذلك بثلاث سنوات، عن عمر يناهز 71 عامًا.